# 床三
床三（とこみつ、1946年7月11日 - ）は、大相撲の元床山。小野川部屋→出羽海部屋所属。本名は佐藤三夫。宮城県出身。所属部屋は入門時は小野川部屋、のち出羽海部屋。最高位は特等床山。

## 人物
中学卒業後、集団就職で横浜の工場に勤めるが、待遇などが聞いていたのと大きく違っていたことなど職場に不満を持っていた。そんな時、相撲雑誌を読み、小野川部屋に入門の手紙を書いた。小野川部屋に床山がいなかったため、返事が来て、就職から半年後に床山として入門を許可された。その後、小野川部屋は1965年からの部屋別総当たり制の実施のため、出羽海部屋に吸収され、同部屋の床山となった。部屋の力士だけでなく、一門外の力士のマゲを結ったこともある。舞の海の現役時代に特番で大銀杏を結うところを映したビデオと自身が初めて「特等床山」として初めて載った番付を宝物にしていた。登山とサイクリングが趣味。

## 履歴
- 1962年11月場所 - 採用。
- 1999年以前 - 一等床山。
- 2009年1月場所 - 特等床山に昇進。
- 2011年7月場所 - 定年退職。